# 軽迫撃砲 (日本軍)

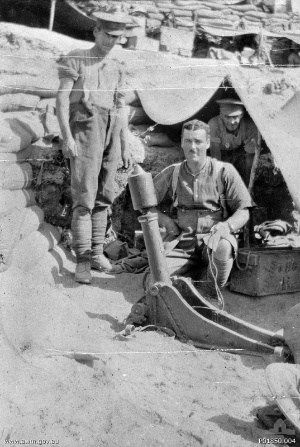
1915年のガリポリの戦闘でオーストラリア兵によって運用される本砲。砲手は拉縄(引き金紐)を握り、直ちに発射できる状態にある。

軽迫撃砲（けいはくげきほう）とは、日本で開発された口径75mmの迫撃砲。大日本帝国陸軍は歩兵連隊に配備し、青島攻略戦やシベリア出兵で実戦に投入された。また、ジャパニーズ・モーター(Japanese Mortar)の名称で、第一次世界大戦においてオーストラリア軍が使用した。

## 開発経緯
日本において「迫撃砲」と称される兵器が登場したのは日露戦争であった。明治37年(1904年)の旅順攻囲戦において第3軍は進撃路となる塹壕を掘り進めながら徐々に前進する方策を採り、対峙するロシア軍との間では手榴弾や爆薬を用いた戦闘が行われた。この状況に対し今沢義雄工兵中佐はより遠距離から爆薬を投射できるように花火筒に似た構造を持つ急造迫撃砲を考案した。急造迫撃砲の砲身は木製で竹の箍（たが）がはめ込まれており、口径は当初12cmであったが後に18cmに改められた。陸軍技術審査部でも本格的な迫撃砲として明治38年(1905年)に金属製の砲身を持ち、砲身と床板に分解して2名で運搬可能な十糎半携帯迫撃砲を開発した。陸軍では同砲を奉天方面に送ることを計画し同年8月に試験が行われたものの過早破裂による死亡事故が発生し、程無く日露戦争も休戦に至ったために実戦で用いられることは無かった。
これらの運用経験を基に陸軍では本格的な迫撃砲の研究と開発に乗り出すことになった。陸軍技術審査部は明治42年(1909年)6月付の陸普第2721号に基づき迫撃砲の制式調査を行い、明治44年(1911年)3月に大小2種の迫撃砲の設計要領を提出した。大型のものは仮称九珊迫撃砲と呼称し、設計諸元は口径95mm・全備重量500kg以内・弾量100kg・最大射程350mであった。運動性に関しては近距離の移動は小車輪を用いて運行し、遠距離の移動は輜重車に積載して運搬するものとした。小型のものは仮称七珊迫撃砲と呼称し、設計諸元は口径75mm・全備重量60kg以内・弾量12.5kg・最大射程450mであった。本砲は2名で運搬し、また各部に分解して同じく2名で運搬するものとした。後に前者は重迫撃砲、後者は軽迫撃砲と呼称されるようになった。以後、本項目では後者について述べることとする。

## 概要
本砲はスピガット・モーター式の迫撃砲であり発射速度は毎分1発、射程は1号弾で360m・2号弾で380m・試製3号弾で650mであった。砲弾は弾体と柄棹からなり、一弾の威力は高く破片の多くは100m以内に飛散するが遠いものでは300m付近まで飛来するものもあったしかし砲の特性から砲弾の飛翔速度は遅く、風の影響を受けやすいことから命中精度は悪かった。更に射程が短いことから目標に極力近接して使用する必要があり、低い発射速度と命中精度を補うための砲の集中使用は砲陣地の暴露と敵火砲による応射を受ける危険性があった。砲の集中については｢決戦の時機｣において数門が一斉に射撃することで奇襲効果を発揮しつつ瞬間火力を最大化するという運用と、数十秒おきに1門ずつ射撃することで低い発射速度を補いつつ持続的な火力投射を実施するという運用の2つがあった。移動の際は提棍（運搬用の棹）を用いて4人で運搬することが可能であり、砲の設置には2m四方を掘土して設置面を水平にする必要があった。
大正3年(1914年)に第一次世界大戦が勃発すると、日本も日英同盟に基づき連合国の一員として参戦することとなった。陸軍はドイツが中国に保有していた租借地である青島を攻略することとし、第18師団を基幹とする独立第18師団を編成して戦地に投入した。要塞攻略に当たっては臨時攻城砲司令部が設立され、新式の四五式攻城砲を装備する独立攻城重砲兵等がその指揮下に入った。また同地にあったドイツ軍の航空機ルンプラー・タウベ対策として三八式野砲を改造した臨時高射砲が初めて投入され、また特種兵器として同じく開発されて間もない重迫撃砲・軽迫撃砲・擲弾銃が前線に送られた。また同時期にイギリスに供給されて他国でも使用されるなど(後述)、本砲は大戦初期から各地で運用されていた。
また大正6年(1917年)から始まったシベリア出兵でも本砲は使用されている。本砲は1個小隊に2門が配備され、2個小隊で戦砲隊を形成した。歩兵連隊は本砲2個小隊と狙撃砲1個小隊から成る特種砲隊を有していた。しかし特性や射程の異なる2つの兵器を1人の指揮官の下で運用するこの編成に対しては現場から改善を求める意見が出されていた。極寒時のシベリアにおける運用では砲弾が凍土に着弾した際に20～30mほど跳飛し、弾体と柄棹が分離するものが半数近くに上ることもあった。この際爆薬量の6割を有する柄棹が爆発しないために効力は減少し、また凍土に対する破壊効力も少なかった。なお歩兵連隊に配備される曲射火砲としては大正11年(1922年)によりはるかに高い発射速度とより長い射程を持つ十一年式曲射歩兵砲が制式化され、以後連隊曲射砲として整備が進められた。
第一次世界大戦では塹壕戦の膠着状態を打開するために化学戦が繰り広げられ、各国では火砲や迫撃砲をガス弾の投射に用いる例が見られた。日本でも欧州の戦局を鑑みて大戦中から技術審査部に対し化学兵器の研究を実施させていた。更に複雑な特種兵器の開発には兵器・衛生・薬剤など広範囲に渡って民間工業と緊密な連携を行う必要があるが、技術審査部の下ではこうした体制を実現するのは難しいと判断して新たに臨時毒瓦斯調査委員を設けることとなった。大正7年(1918年)に設立された同委員は渡辺満太郎少将を長とする30名の人員からなり、毒ガスやガス弾投射機・砲弾・防毒具・中和剤等の調査を行うこととなった。大正8年(1919年)4月には富士瀧ヶ原射場において軽迫撃砲と三八式野砲を用いた試製瓦斯弾の試験が行われた。本砲用のガス弾として弾丸上部に炸薬室・弾丸内部に液筒を有する1号弾と弾丸中心に炸薬室・弾底に注液口を有する2号弾が試作された。炸薬と液量は1号弾｢甲｣で140g・3,560g、1号弾｢乙｣で240g・3,300g、2号弾で94g・4,040gであり、試験では薬液として臭素及び擬制薬液（墨汁または紅ガラ汁）を用いた。薬筒は軽迫撃砲薬筒を用いるものの装薬として無煙小銃薬35g、点火薬として小粒薬5gを用いるものとした。

## オーストラリアでの運用

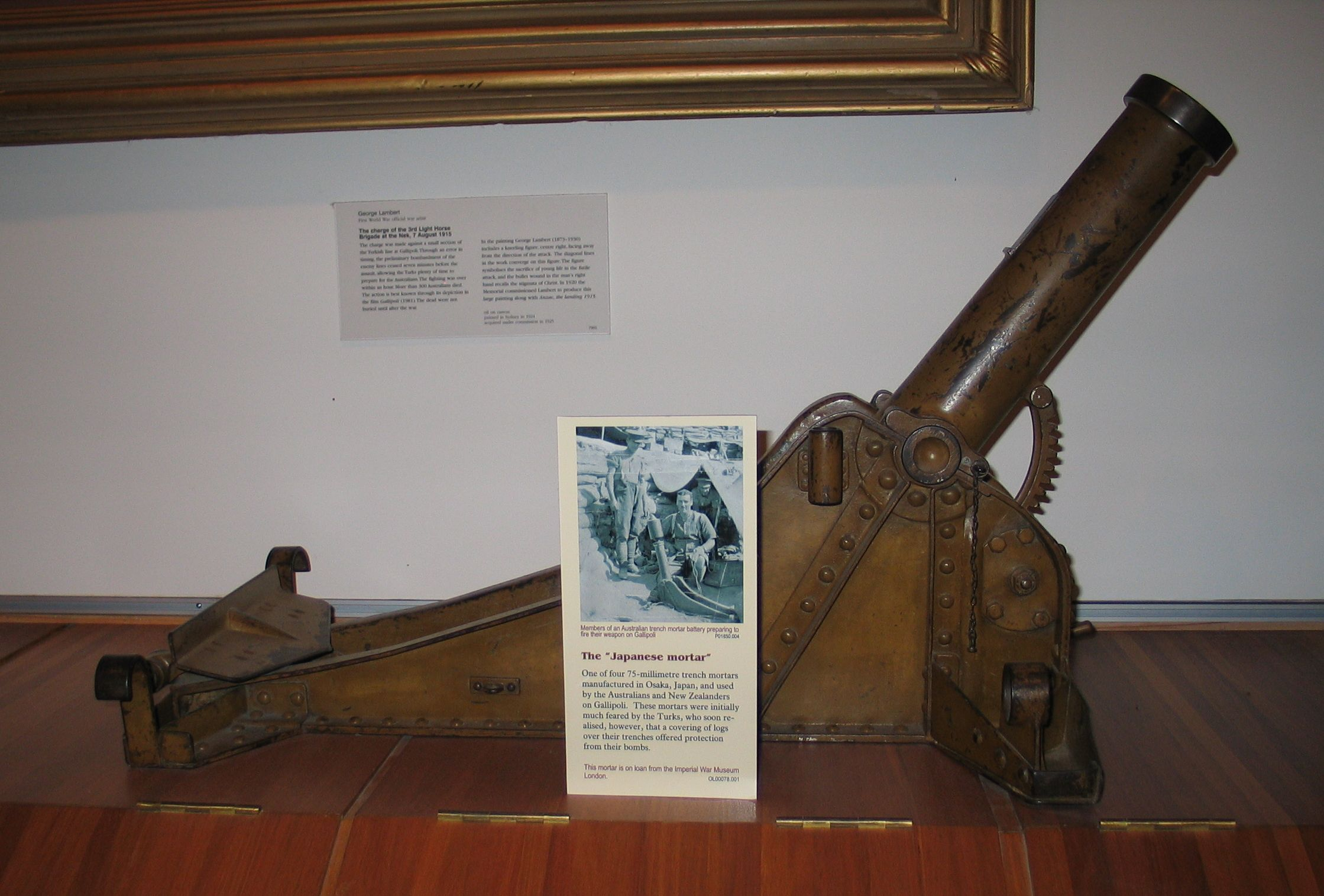
オーストラリア戦争博物館の展示。

1914年に第一次世界大戦が勃発すると、イギリスの自治領であったオーストラリアは本国の支援のために志願兵から成るオーストラリア帝国軍(Australian Imperial Force、AIF)を派遣することとなった。同じく自治領であった隣国のニュージーランドも派兵を決定し、イギリス軍の指揮下に入った両国の合同部隊はオーストラリア・ニュージーランド軍団(Australian and New Zealand Army Corps、ANZAC)と呼ばれた。オーストラリア陸軍は同国の自治領化によって1901年に誕生し、保有火器はイギリス・アメリカのものが中心であったが自国で生産を行っていた（オーストラリア陸軍がかつて運用した兵器も参照）。しかし参戦によって兵器の需要が急速に増大し、また重工業が貧弱であったオーストラリアでは火砲など重装備はイギリス製のものを使用することとなった。イギリスは大戦初期に日本と軽迫撃砲の供給に関して交渉を行い、本砲の視察のためにイギリス大使館武官の代理人が大阪砲兵工廠に立ち入る許可を求めていた。日本側も交渉に応じ、泰平組合に本砲と弾薬を払い下げていた。こうして大戦中にイギリスに対し本砲16門と弾薬4,000発が供給され、オーストラリア軍も他のイギリス製火砲と共に本砲を運用することとなった。
1915年のガリポリの戦いでは急造迫撃砲であるガーランド迫撃砲と共にオスマン帝国軍に対する攻撃で使用された。本砲を単に｢軽迫撃砲｣と呼称した日本軍と同じくオーストラリア軍でも本砲に明確な名称を与えずに｢ジャパニーズ・モーター（日本式迫撃砲）｣と呼んでいたようで、博物館の展示や書籍などにもThe "Japanese Mortar"として紹介されている(右画像)。実物は現在でもロンドンの帝国戦争博物館から貸与されたものが首都キャンベラのオーストラリア戦争博物館で展示されている。その解説板には、当初は日本式迫撃砲を恐れていた敵のトルコ軍だったが、塹壕の上に防護用の丸太を敷くことで砲弾をしのいだことが書かれている。